# QazCovid-in
QazCovid-in, comercialmente conocido como QazVac, es una vacuna de COVID-19 desarrollada por el Instituto de Investigación de Problemas de Seguridad Biológica en Kazajistán.

## Investigación clínica
QazVac se encuentra actualmente en las fase 3 (III) del ensayo clínico, que se espera que esté totalmente terminado el 9 de julio de 2021. No está claro cuándo se publicarán los primeros resultados preliminares.
La administración de la vacuna para la población general comenzó a finales de abril de 2021. La justificación del director general del Instituto de Investigación Kunsulu Zakarya es que el ensayo se ha completado casi en un 50% y «las personas que han recibido [la] vacuna se sienten bien; no ha habido efectos secundarios y la eficacia de la vacuna es alta».

## Producción
La vacuna fue fabricada por primera vez por el Instituto de Investigación de Problemas de Seguridad Biológica de Kazajistán. La capacidad de producción se ha limitado a 50.000 dosis al mes.
A partir de junio de 2021, está previsto que la vacuna se envase a granel para ser embotellada en Turquía por una importante empresa turca. Esto permitirá una capacidad de producción de entre 500.000 y 600.000 dosis al mes. El contrato aún se está negociando, a pesar de las afirmaciones anteriores que sugerían que el acuerdo ya se había cerrado.

## Inoculación de la vacuna
El primer lote de 50.000 dosis se entregó el 26 de abril de 2021, y la vacunación comenzó poco después. En junio de 2021, la capacidad aumentará a 100.000 dosis al mes, independientemente del contrato de embotellamiento en Turquía.

## Características
La vacuna puede almacenarse a temperaturas de refrigeración estándar (2 °C-8 °C) y es un régimen de dos dosis que se administran con veintiún días de diferencia.